# Doronicum bithynia
Doronicum bithynia là một loài thực vật có hoa trong họ Cúc. Loài này được Edmondson mô tả khoa học đầu tiên.